# Zarębiec
Zarębiec (deutsch Kleisack) ist ein Ort in der polnischen Woiwodschaft Ermland-Masuren. Er gehört zur Gmina Biskupiec (Stadt- und Landgemeinde Bischofsburg) im Powiat Olsztyński (Kreis Allenstein).

## Geographische Lage
Zarębiec liegt in der nördlichen Mitte der Woiwodschaft Ermland-Masuren, 20 Kilometer südwestlich der ehemaligen Kreisstadt Rößel (polnisch Reszel) bzw. 34 Kilometer nordöstlich der heutigen Kreismetropole und auch Woiwodschaftshauptstadt Olsztyn (deutsch Allenstein).

## Geschichte
Das kleine und vor 1820 Kleysack genannte Dorf wurde 1379 gegründet. 1785 wurde Kleysack als königliches Dorf mit neun Feuerstellen, 1820 als königliches Bauerndorf mit 15 Feuerstellen bei 77 Einwohnern erwähnt.
Im Jahre 1874 wurde das Dorf in den neu gebildeten Amtsbezirk Bössau (polnisch Biesowo) im ostpreußischen Kreis Rößel aufgenommen,
Die Einwohnerzahl Kleisacks belief sich 1885 auf 206, 1910 auf 180, 1933 auf 172 und 1939 auf 140.
Als 1945 in Kriegsfolge das gesamte südliche Ostpreußen an Polen fiel, erhielt Kliesack die polnische Namensform „Zarębiec“. Das Dorf ist heute eine Ortschaft innerhalb der Stadt- und Landgemeinde Biskupiec (Bischofsburg) im Powiat Olsztyński (Kreis Allenstein), von 1975 bis 1998 der Woiwodschaft Olsztyn, seither der Woiwodschaft Ermland-Masuren zugehörig. Im Jahre 2021 zählte Zarębiec 38 Einwohner.

## Kirche
Kleisack war bis 1945 in die evangelische Kirche Bischofsburg (polnisch Biskupiec) in der Kirchenprovinz Ostpreußen der Kirche der Altpreußischen Union, außerdem in die römisch-katholische Kirche Groß Bössau/Groß Bößau (polnisch Biesowo) im damaligen Bistum Ermland eingepfarrt.
Heute gehört Zarębiec katholischerseits weiterhin zur Kirche Biesowo, die jetzt allerdings dem Erzbistum Ermland zugeordnet ist. Evangelische Einwohner halten sich zur Kapellengemeinde Biskupiec, einer Filialgemeinde der Pfarrei in Sorkwity (Sorquitten) in der Diözese Masuren der Evangelisch-Augsburgischen Kirche in Polen.

## Verkehr
Nach Zarębiec führt eine Nebenstraße, die bei Biesowo von der polnischen Landesstraße 57 (frühere deutsche Reichsstraße 128) abzweigt. Eine Bahnanbindung besteht nicht.